# Cinquecento (Kunst und Literatur)
Das Cinquecento ([tʃinkweˈtʃɛnto], italienisch für „fünfhundert“; gekürzt aus millecinquecento = 1500) ist in der italienischen Kulturgeschichte die herkömmliche Bezeichnung des 16. Jahrhunderts. In der Kunstgeschichte bezeichnet der Ausdruck die Stilrichtungen, die sich während dieses Zeitraums entwickelten.
Die Künstler und Schriftsteller des 16. Jahrhunderts werden deutsch Cinquecentisten genannt. Zu ihnen zählt man in der bildenden Kunst etwa Donato Bramante, Michelangelo, Raffael, Correggio, Tizian, Benvenuto Cellini und in der Poesie Francesco Berni, Ludovico Ariosto, Torquato Tasso, Bernardo Tasso, Niccolò Machiavelli und andere.